# Gorgonzola

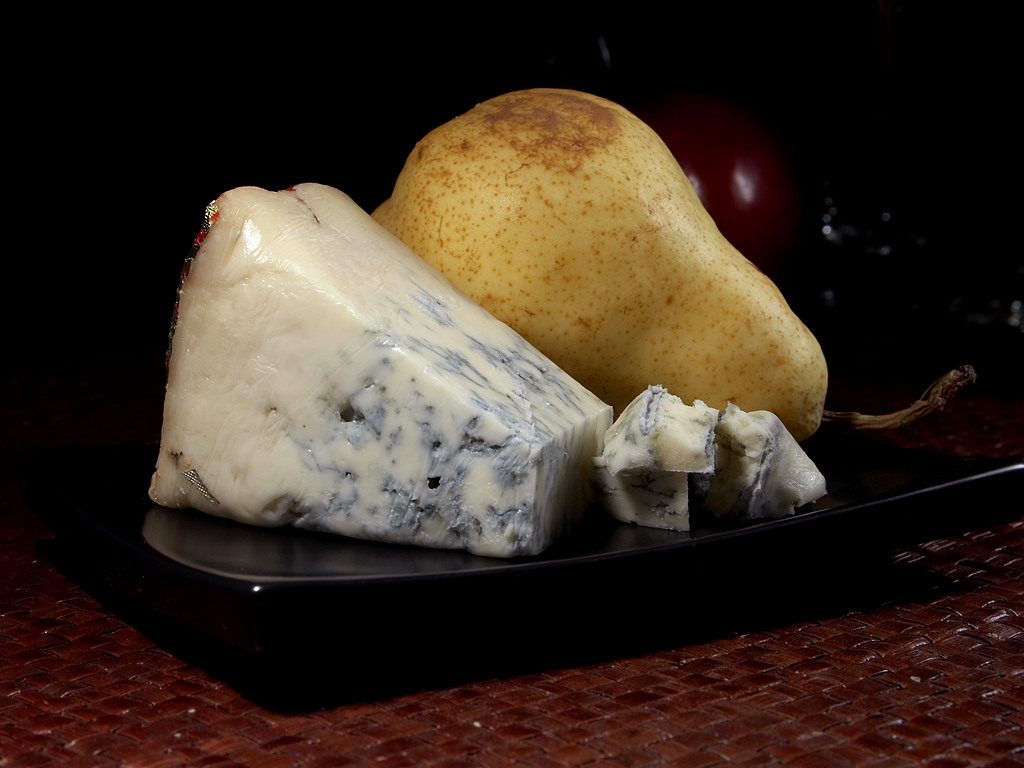
Gorgonzola

Gorgonzola je slámově bílý sýr s typicky modrou plísní, který je jedním z nejznámějších představitelů italských plísňových sýrů. Má krémovou a vláčnou strukturu s výraznou a pro něj typickou chutí a nezaměnitelnou vůní. Svůj název dostal podle města Gorgonzola, ležícího východně od Milána v Lombardii, kde byl poprvé vyroben v devátém století, dnes se tam ale již nevyrábí.

## Historie
Podle některých tvrzení byla gorgonzola poprvé vyrobena v malém městě stejného názvu, nacházejícího se jen několik desítek kilometrů od Milána, kde se první záznamy o tomto sýru objevily už v roce 879. Tomuto názoru však oponuje jiná teorie, která tvrdí, že kolébkou gorgonzoly je městečko Pasturo Nella Valssasine, které je významným centrem mlékárenství a jehož jeskyně s průměrnou teplotou 6–12 °C poskytují ideální podmínky pro zrání gorgonzoly, stejně tak jako i pro několik dalších druhů sýra.
První název sýra Stracchino di Gorgonzola, jež byl později změněn na Stracchino Verde neboli Zelený Stracchino, byl odvozen od původního způsobu produkce. Sýr se vyráběl na podzim z mléka poskytnutého unavenými kravami, které se vracely z horských pastvin přes alpský region. Italské slovo stracchio znamená v překladu „unavený“.
Během několika staletí gorgonzola mírně změnila svůj vzhled a chuť, aby se přizpůsobila požadavkům spotřebitelů, kteří chtěli mít měkčí, méně zelený a pikantnější sýr, avšak kvalita mimořádných nutričních vlastností byla zachována.

## Výroba
Gorgonzola se odedávna vyrábí z kravského mléka, což ji také nejvýrazněji odlišuje od konkurenčního Roquefortu - ten se vyrábí z mléka ovčího. Typická modrá plíseň se původně v oblasti vyskytovala díky specifickému podnebí zcela přirozeně, dnes je však výsledkem složitého procesu, který trvá několik měsíců.

### Průběh výroby

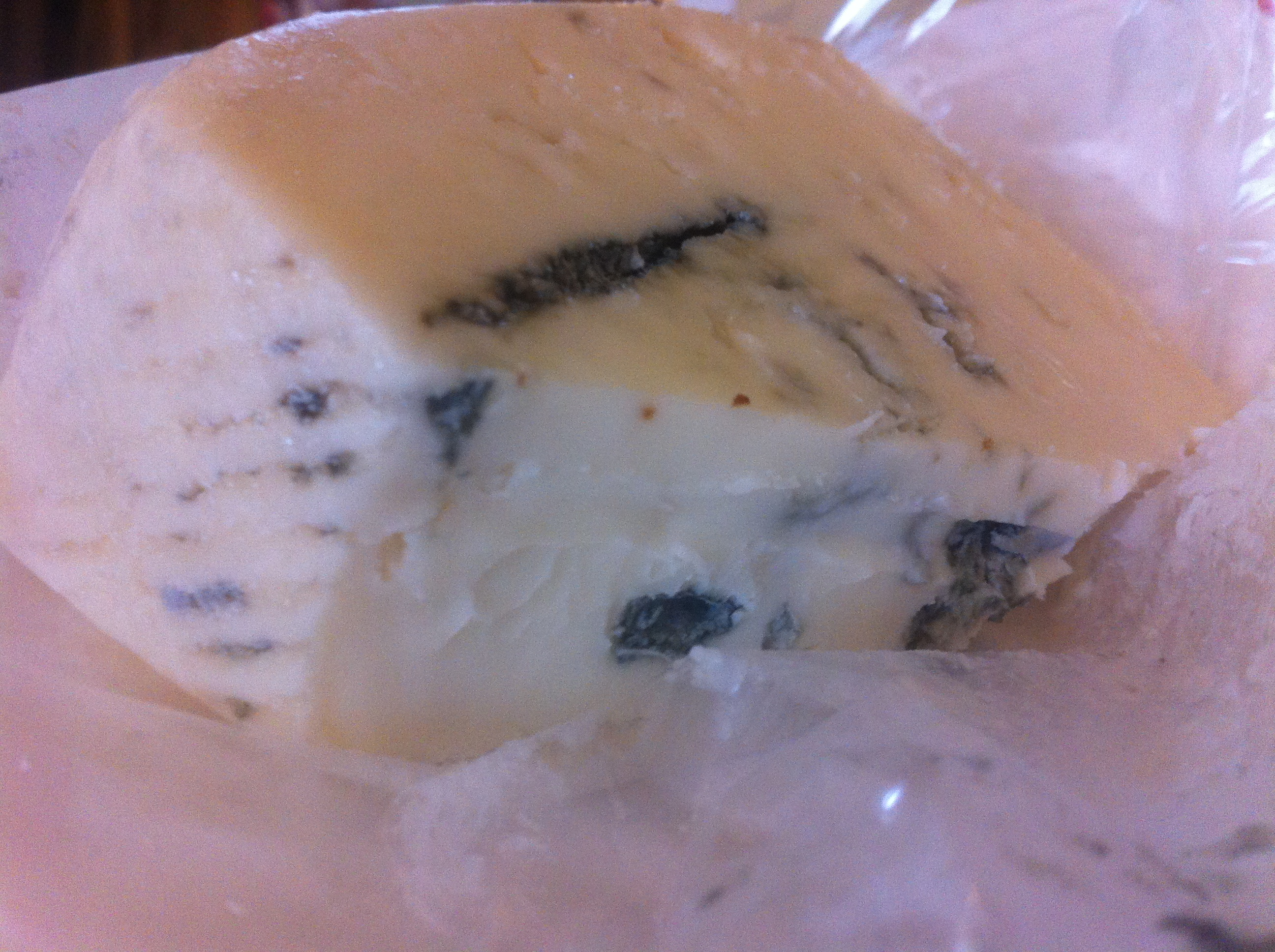
Gorgonzola – kousek sýra

Gorgonzola se vyrábí z pasterizovaného mléka, které se s přidáním mléčných enzymů a plísňových zárodků nalévá do nádob s teplotou okolo 30 °C. Zhruba po měsíci je sýr vyndán a následně propíchán měděnými jehlicemi, které pustí dovnitř vzduch a proces plesnivění se tak ještě zintenzivní. Sýr je posléze zabalen do fólie, aby se uchovala vlhkost, a zrání pokračuje další tři až čtyři měsíce, během kterých se na desetikilových kolech sýra vytvoří typická načervenalá kůra.
Správně uzrálá gorgonzola obsahuje 48 % tuku a její měkký střed má slámově bílou barvu s typickým nazelenalým mramorováním.

## Druhy
Podle doby zrání a intenzity chuti rozdělujeme tento sýr na velmi mladý bianco, u kterého se žilky ještě neprojevily, sladší dolce nebo intenzivnější naturale, který se také někdy nazývá piccante.
V italské kuchyni se gorgonzola často používá na rozmanité druhy těstovin, často v kombinaci s vlašskými ořechy. Přidává se též na pizzu, gnocchi, do rizota nebo zapékaných potravin, včetně slaných koláčů. Ve studené kuchyni se obvykle servíruje společně s dalšími druhy sýrů k rozmanitým druhům čerstvého i sušeného ovoce, často v kombinaci s medem a marmeládami.
Nejvíce se Gorgonzola pojídá v syrovém stavu k vybraným vínům. Skvěle se hodí k sladkým červeným vínům. Méně uzrálá Gorgonzola je vhodná k bílým vínům a dokonce i k růžovým.

## Ochranné označení původu
Gorgonzola byla 12. června 1996 zařazena do evropského seznamu ochranných známek PDO. Podle tohoto certifikátu se smí gorgonzola vyrábět jen v určitých provinciích (Bergamo, Brescia, Cremona nebo Milán) a z mléka pocházejícího od krav z těchto provincií. Mléko nesmí být znečištěno dezinfekčními prostředky, pesticidy ani antibiotiky běžně používaných v zemědělství, průmyslu a šlechtění. Celá výroba a proces zrání podléhá přísným pravidlům, na které dohlíží Konsorcium vzniklé v roce 1970.
Aby mohl být sýr prodáván jako pravá gorgonzola musí být zabalený do hliníkového obalu, na kterém nesmí chybět originální značka v podobě velkého G. Tato značka je udělována Konsorciem a poskytuje záruku kvality a pravosti.

## Export
Roční produkce tohoto sýra dosahuje v Itálii kolem čtyř milionu kusů. Z toho celých 31% je vyváženo do zahraničí. Největšími odběrateli (50% z exportu) jsou Německo a Francie. Švýcarsko, Velká Británie, Nizozemí a Rakousko jsou evropskými zeměmi, které je následují. Potom přichází USA a Kanada. Gorgonzola se setkává s úspěchem i na Dálném východě. Například v Japonsku byly italské sýry vždy oblíbené.

## Gorgonzola jako léčivo
Ve středověku, v oblastech okolo Milána, které jsou kolébkou tohoto sýra, byla gorgonzola často užívaná k léčení různých zažívacích potíží. Věřilo se například, že napomáhá k správnému fungovaní střev a také, kdo ji jedl pravidelně, žil prý déle.
Gorgonzola je bohatá na minerální látky a vitamíny. Obsahuje rovněž pozoruhodné množství ušlechtilých bílkovin a relativně nízký podíl tuku ve srovnaní s ostatními sýry.